# Paspalum lachneum
Paspalum lachneum är en gräsart som beskrevs av Christian Gottfried Daniel Nees von Esenbeck och Ernst Gottlieb von Steudel. Paspalum lachneum ingår i släktet tvillinghirser, och familjen gräs. Inga underarter finns listade i Catalogue of Life.